# أبسرد (طهران)
أبسرد هي مدينة إيرانية تقع في القسم المركزي من مقاطعة دماوند في محافظة طهران. حسب إحصاءات المركز الرسمي للإحصاءات الإيرانية في 2006 كان يسكن آبسرد 9865 شخص.